# Saiza Nabarawi
Saiza Nabarawi o Cesa Nabarawi (àrab: سيزا نبراوي, Sīzā Nabarāwī), nascuda Zainab Murad (àrab: زينب مراد, Zaynab Murād) (24 de maig de 1897 - 24 de febrer de 1985), fou una periodista nascuda a Egipte i formada a París. Va ser editora en cap de L'Égyptienne, la publicació de la Unió Feminista Egípcia. Tenia una tendència antiimperialista, recolzava els estats no alineats, defensava els drets humans a Palestina i es llevà el vel islàmic per protestar contra l'ocupació britànica al 1919 i en manifestacions no violentes al març de 1923. Probablement fou la primera egípcia a emprar la paraula francesa féministe en la seua accepció moderna.

## Biografia

### Primers anys
Saiza Nabarawi es deia originàriament Zainab Murad i va néixer en el si d'una família turca. Fou adoptada per Adila Nabarawi, una parent llunyana, amb qui va anar a viure a París, on va educar-se.
Assistí a una escola conventual a Versalles i després estudià en l'institut Saint Germain des Près a París. Quan tornà a Egipte, continuà l'educació en un col·legi francés, Els Dames de Sion, a Alexandria. Quan sa mare adoptiva es va suïcidar, els pares biològics de Nabarawi, Muhammad Murad i Fatma Hanim la reclamaren. Ella els rebutjà i se n'anà a viure amb els avis materns. Huda Sha'arawi, una amiga de la seua mare adoptiva, després la prengué sota la seua protecció durant la seua adolescència primerenca i la va inspirar a convertir-se en activista.

### Carrera
Tingué un gran acte de desafiament en la seua vida quan el seu avi insistí perquè usara el vel i ella s'hi negà; en lloc d'això, usava una gorra de beisbol. Huda Sha'arawi la convencé d'usar el vel. Al 1923, tornant de la conferència de l'Aliança Internacional de Dones Sufragistes a Roma, ella i Sha'arawi es tragueren els vels en públic, en una estació de tren. Aquesta acció tingué molta publicitat i certs mitjans imaginaren que les dues amigues havien llançat els vels a la mar. Com que només les dones de classe mitjana i alta usaven el vel, el gest no tingué pes per a les camperoles, però, així i tot, el vel implicava la passivitat i la manca de participació de les dones a Egipte.
Nabarawi escrigué un article titulat «Doble Estàndard» arran de la seua exclusió de la tercera convocatòria del parlament al març de 1925. Hi afirmava que, malgrat la independència d'Egipte, no se li permeté accedir al parlament, i destaca que les esposes dels generals importants assistiren a l'audiència, mentre que ella, editora d'un diari, no hi fou convidada.

### Unió Feminista d'Egipte
Nabarawi i Sha'arawi fundaren la Unió Feminista Egípcia, que advocava pels drets polítics de les dones. Aquesta associació publicava L'Egyptienne, que Nabarawi editava. Hi publicà articles que recomanaven acabar amb la poligàmia i promoure la independència econòmica del país. Després de la mort de Sha'arawi, fou presidenta de la Unió Feminista. Creà també el Comité Popular de Resistència de la Dona i dedicà la seua vida a l'activisme feminista: assistí a conferències internacionals sobre el tema i parlà en moltes ocasions sobre la igualtat de gènere. La seua activitat en aquestes dues organitzacions acabà quan el govern del president Gamal Abdel Nasser va dissoldre tots els grups feministes d'esquerra.
Un dels mentors de Nabarawi, Saad Zaghloul, tenia preferència per l'ús del vel d'una manera molt poc ortodoxa: com una bufanda. Zaghloul advocava per la desaparició de l'ús del vel, i Nabarawi en va prendre part. El polític suggerí a Safia Zaghloul que abandonara el vel inspirant-se en Huda Sha'awari i Nabarawi.